# Racul (constelație)
Racul (pe latinește Cancerul) este una din cele doisprezece constelații din zodiac. Simbolul ei zodiacal este  (Unicode ♋).

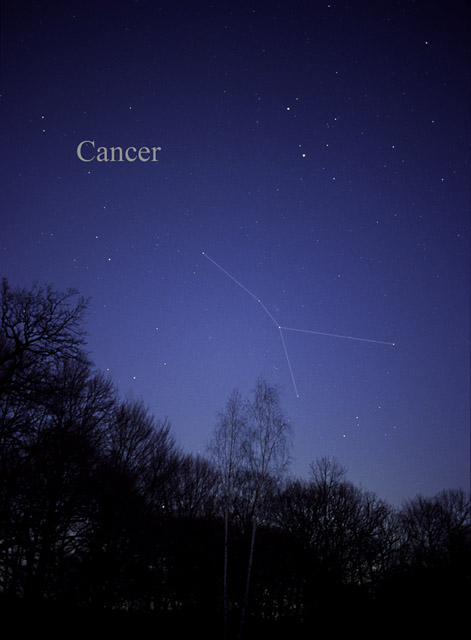
Constelația Racul văzută cu ochiul liber. Pentru identificarea mai ușoară au fost trasate linii între stele.

Coordonate:  09h 00m 00s, +20° 00′ 00″